# Prix Pierre Werner
De Prix Pierre Werner (Frans voor Pierre-Werner-prijs) is een Luxemburgse kunstprijs die sinds 1992 tweejaarlijks wordt toegekend. 

## Achtergrond
De prijs werd in 1992 ingesteld door René Steichen, gedelegeerd minister van Cultuur en Wetenschappelijk Onderzoek, en vernoemd naar oud-premier Pierre Werner (1913-2002) ter ere van Werners werk als minister van Cultuur (1972-1974 en 1979-1984).
De Prix Pierre Werner wordt toegekend aan kunstenaars die deelnemen aan de salons van de kunstenaarsvereniging Cercle Artistique de Luxembourg. Zij hoeven geen lid te zijn van de vereniging. Met de prijs is een geldbedrag van 2500 euro gemoeid. Tot 2007 werd de prijs beurtelings met de Prix de Raville toegekend.

## Laureaten
- 1992 - Roger Bertemes
- 1994 - Bertrand Ney
- 1996 - Jean-Pierre Junius
- 1998 - Roland Schauls
- 2000 - Barbara Wagner
- 2002 - Rafael Springer
- 2004 - The'd Johanns
- 2006 - Dani Neumann
- 2008 - Frank Jons
- 2010 - Andrea Neumann
- 2012 - Doris Drescher
- 2014 - Katrin Elsen en Michèle Tonteling[2]
- 2016 - Kingsley Ogwara
- 2018 - Sandra Lieners en Roland Schauls[3]
- 2020 - Lisa Kohl en Filip Markiewicz.[4]
- 2022 - Chantal Maquet en Miikka Heinonen[5]
- 2024 - Lara Weiler[6]